# Campostoma
Los rodapiedras son el género Campostoma de peces ciprínidos de agua dulce incluido en el orden Cypriniformes, distribuidos por ríos de Norteamérica, desde el sur de Canadá hasta todo el norte de México.
La longitud máxima del cuerpo va desde 16 a 22 cm.

## Hábitat
Viven en preferentemente en zonas rocosas de la cabecera del río y en pequeños arroyos, en los cuales los jóvenes se alimentan de zooplancton de rotíferos y microcrustáceos, mientras que los adultos se alimentan de detritos, algas filamentosas, diatomeas y ocasionalmente pequeños insectos acuáticos.

## Especies
Existen 5 especies agrupadas en este género:
- Género Campostoma:
  - Campostoma anomalum (Rafinesque, 1820) - Rodapiedras del centro.
  - Campostoma oligolepis (Hubbs y Greene, 1935)
  - Campostoma ornatum (Girard, 1856) - Rodapiedras mexicano.
  - Campostoma pauciradii (Burr y Cashner, 1983)
  - Campostoma pullum (Agassiz, 1854)